# اولدزوم
اولدزوم (به آلمانی: Oldsum) یک شهر در آلمان است که در نوردفرایسلند واقع شده‌است.